# Державний геодезичний нагляд
Державний геодезичний нагляд (Держгеонагляд), (рос. государственный геодезический надзор (Госгеонадзор), англ. state geodesic supervision) — відділ при Державній службі геодезії картографії та кадастру, що здійснює державний нагляд за виконанням топографо-геодезичних, аерофотознімальних і картографічних робіт, проведених різними відомствами. Держгеонагляд видає дозвіл на виконання топографо-геодезичних робіт, виконує їх перевірку і приймання.
З метою концентрації матеріалів для всебічного їх використання організації, що виконували роботи, здають у Держгеонагляд технічні звіти і частину матеріалів, включаючи журнали спостережень, каталоги координат і висот, видавничі оригінали топографічних зйомок і інші матеріали.
Відділи Держгеонагляду представляють матеріал у тимчасове чи постійне користування організаціям.